# Fejervarya kawamurai
Fejervarya kawamurai – gatunek płaza bezogonowego z rodziny Dicroglossidae występujący w Japonii, Tajwanie i Chinach. Cechuje się krępym ciałem, dorasta do 4,9 cm. Zasiedla głównie pola ryżowe, a do rozrodu dochodzi od maja do sierpnia. W niektórych regionach Japonii uznawany jest za gatunek obcy.

## Wygląd i informacje ogólne
Samce osiągają długość 3,1–4,2 cm (średnio 3,7 cm), a samice 3,7–4,9 cm (średnio 4,3 cm). Ciało krępe, głowa bardziej dłuższa niż szersza. Kończyny przednie krępe z chudymi palcami, brak błony pławnej. Kończyny tylne mocno zbudowane i dość krótkie, 2,6 razy dłuższe niż przednie. Stopy dłuższe od piszczela. Błona pławna mocno wcięta. Kończyny pokryte są poprzecznymi ciemnymi paskami. Grzbiet jest szarawobrązowy, z dużymi, ciemnymi plamami oraz pokryty brodawkami. Obecny jest jasny pasek biegnący między oczodołami i na grzbiecie. Brak fałd grzbietowo-bocznych. Część brzuszna gładka, z wyjątkiem przedniej części podbrzusza, która ma kolor biały oprócz pasków w kształcie litery M w okolicach gardła. Samce tego gatunku posiadają jasnożółte modzele godowe. Jest gatunkiem diploidalnym z liczbą chromosomów 2n = 26.

## Zasięg występowania i siedliska
F. kawamurai zasiedla Tajwan, północne i środkowe Chiny oraz Japonię, gdzie spotykany jest na wyspie Honsiu na zachód od prefektury Kanagawa, a także na wyspach Okinawa, Kiusiu, Sikoku. Został także zawleczony do japońskiego regionu Kantō oraz na wyspę Cuszima. Zasiedla głównie równiny, np. pola ryżowe, a także nabrzeża. Gatunek ten żywi się głównie bezkręgowcami jak np. mrówki, muchy czy pająki, a sporadycznie także innymi gatunkami płazów.

## Rozmnażanie i rozwój
Rozmnaża się od maja do sierpnia w wodach pól ryżowych, a także w okresowych zbiornikach wodnych. Samica składa średnio ok. 1200 jaj rozdzielonych pomiędzy różne miejsca. Jaja mają średnicę 1,1 mm. Kijanki są bardzo odporne na wysoką temperaturę – nawet powyżej 40 stopni. Do metamorfozy dochodzi najwcześniej w czerwcu, młode osobniki mierzą ok. 1,4 cm.

## Status zagrożenia
Międzynarodowa Unia Ochrony Przyrody (IUCN) od 2022 roku uznaje Fejervarya kawamurai za gatunek najmniejszej troski (LC – least concern), wcześniej go nie klasyfikowała. Sam gatunek jest uznawany za gatunek obcy w kilku regionach Japonii, gdzie może wypierać rodzime płazy.